# Puya laccata
Puya laccata är en gräsväxtart som beskrevs av Carl Christian Mez. Puya laccata ingår i släktet Puya och familjen Bromeliaceae. Inga underarter finns listade i Catalogue of Life.